# .25 Winchester Super Short Magnum
.25 Winchester Super Short Magnum — третій набій в лінійці набоїв Winchester Super Short Magnum (WSSM), яку створили компанії Winchester та Browning. Це найбільший калібр в лінійці WSSM (без урахування кустарних набоїв) і найкраще підходить для полювання на велику дичину, таку як олені та кабани.

## Опис

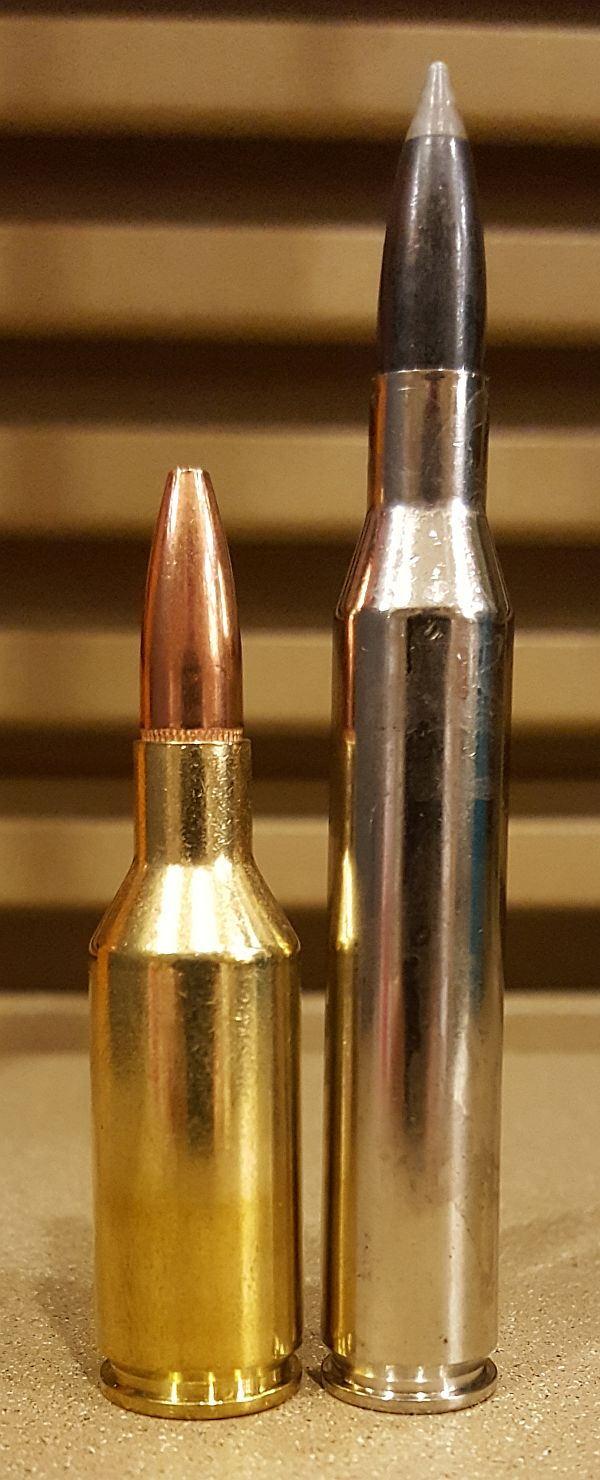
Набій 25 WSSM мав таку саму балістику, як і набій .25-06, але гільза у нього коротша.

Набій створено шляхом розширення дульця гільзи набою .243 WSSM, який є вкороченою версією набою .300 WSM (Winchester Short Magnum). Набої WSSM створені на базі балістичної конструкції, яка забезпечує високий рівень ефективності.
Як й інші набої WSSM, набій .25 фактично є магнумом лише за назвою та енергією. За продуктивністю він дуже подібний до стандартного набою .25-06 Remington, що дає змогу використовувати його для полювання на середню та велику дичину, при цьому використовувати гвинтівку з легшим, коротшим затвором. Завдяки короткій, товстій конструкції заряд потенційно горить з однаковою швидкістю, що в теорії дає низьке стандартне відхилення початкової швидкості для збільшення точності. Продуктивність дещо гірша ніж у справжніх набоїв магнум .25 калібру, наприклад, .257 Weatherby Magnum. Фактично, за балістикою він дуже схожий на покращену версію набою .257 Roberts, про який П.О. Еклі казав, що його найулюбленіший набій серед всіх набоїв.